# Цедиљка за лимун
Цедиљка за лимун или цитрусета је справа која се користи у кухињи за цеђење лимуна, наранџе или грејпа. Иако се користи за сва ова јужна воћа, одомаћио се израз "за лимун" пошто се за њега највише и користи.

## Историја
Најстарја цедиљка за лимун пронађена је у Кутахји, Турска и потиче од прве четвртине 18. века. Крајем 19. века велики број различитих цедиљки је патентиран у САД

## Функционисање и врсте
Цедиљка за лимун има крајње једноставну функционалност. Лимун се најчешће исече на пола, а затим са отвореним делом притисне на глодало цедиљке. Руком се лимун окреће и стиска уз глодало и тако цеди сок испод саме цедиљке. Глодало је делимично пропусно како би сок могао да прође. У комплету са цедиљком иде и одговарајућа посудица у коју се дирекнто слива сок. С обзиром да је лимунски сок кисео може да нагризе боју, веома је битно да материјал од кога се прави цедиљка буде отпоран на ову врсту киселине.
Цедиљке се најчешће праве од пластике мада могу бити и од метала (алуминијум и сл). У новије доба су развијене и елетричне цедиљке за лимун где посао људске руке ради електромотор.